# Werner Weisbach
Werner Weisbach (* 1. September 1873 in Berlin; † 9. April 1953 in Basel)  war ein deutscher Kunsthistoriker.

## Leben
Werner Weisbach war der Sohn des Bankiers und Börsenmaklers Valentin Weisbach. Er studierte ab 1891 Kunstgeschichte und Klassische Archäologie in Freiburg im Breisgau, Berlin, München und Leipzig. 1896 promovierte er mit dem Thema Der Meister der Bergmannschen Offizin und Albrecht Dürers Beziehung zur Basler Buchillustration. In dieser Zeit trat er zum Protestantismus über. Ab 1896 lebte er wieder in Berlin. Studienreisen führten ihn nach Italien, Holland, England, Paris, Spanien, Russland und Nordafrika. 1903 heiratete er und habilitierte sich im gleichen Jahr bei Heinrich Wölfflin mit einer Arbeit zu Francesco Pesellino und die Romantik der Renaissance. Ab 1904 war er Privatdozent und las über die Malerei des Impressionismus. Eine von ihm angestrebte Professur in Frankfurt am Main erhielt er nicht. Im Ersten Weltkrieg, während der Novemberrevolution und in der Weimarer Republik trat er für Frieden und liberale Demokratie ein. 1910 bis 1935 war er Mitglied der Berliner Mittwochsgesellschaft. 1921 wurde er zum nicht-etatmäßigen und 1926 zum etatmäßigen Professor an der Universität Berlin ernannt. Weisbach führte Forschungen zum Manierismus und zur Barockkunst durch. Nach seiner Entlassung aus dem Dienst als Nichtarier durch die Nationalsozialisten 1933 emigrierte er 1935 nach Basel, wo er Privatgelehrter wurde. Seine Themen waren nun die frühchristliche und mittelalterliche Kunst sowie die Kunst Vincent van Goghs. Seine Autobiographie in zwei Teilen enthält viele Informationen zur Kultur- und Wissenschaftsgeschichte.
Weisbach leistete Beiträge zum Verständnis der Kunst der Renaissance, des Barock und des frühen und hohen Mittelalters.

## Schriften (Auswahl)
- Die italienischen Stadt der Renaissance (= Bibliothek der Kunstgeschichte 46). E. A. Seemann, Leipzig 1922.
- Impressionismus. Ein Problem der Malerei in Antike und Neuzeit, Grote, Berlin 1910.
- Trionfi, Grote, Berlin 1919.
- Der Barock als Kunst der Gegenreformation, Paul Cassirer, Berlin 1921.
- Die Kunst des Barocks in Italien, Deutschland, Frankreich und Spanien,  Propyläen, Berlin 1924.
- Und alles ist zerstoben, Erinnerungen aus der Jahrhundertwende, Verlag Herbert Reichner, Wien 1937.
- Geist und Gewalt (Lebenserinnerungen 1902–1940), Schroll, Wien 1956.